# Тит Генуцій Авгурін
Тит Генуцій Авгурін (лат. Titus Genucius Augurinus; близько 490 до н. е. — після 445 до н. е.) — політичний діяч та правник часів ранньої Римської республіки.

## Життєпис
Походив з патриціанського роду Генуціїв. Син Луція Генуція Авгуріна. Про молоді роки відсутні відомості. 
У 451 році до н. е. він був обраний консулом разом з Аппієм Клавдієм Крассом Сабіном Інрегілленом.
Того ж року за його ініціативою патриції погодилися з пропозицією народного трибуна Гая Терентілія Арси щодо утворення колегії децемвірів з написання законів. Авгурін увійшов до цієї колегії й брав участь у створенні 10 з 12 законів, що в подальшому увійшли до Законів дванадцяти таблиць. У 450 році до н. е. склав повноваження.
Згодом і далі підтримував патриціїв у боротьбі з плебеями. У 445 р. до н. е. він запропонував призначити 6 військових трибунів з консульською владою замість колишніх консулів, причому щоб троє з них були з патриціїв, а троє — з плебеїв. Разом з тим виступав проти надання плебеям права обиратися консулами.
За деякими відомостями був одружений з представницею плебейського роду. Діяльність після 445 року до н. е. Тита Генуція невідома.